# Standschutze Hellriegel
La Standschutze Hellriegel va ser un prototip de metralladora dissenyada per l'exèrcit austrohongarès l'any 1915, durant la Primera Guerra Mundial.
L'arma combinava l'ús de munició de pistola i la potencia de foc d'una metralladora, pel qual és considerat com un subfusell.
Segons l'arxiu històric austríac, el nom complet de l'arma seria Standschützen Hellriegel, ja que va ser dissenyat per la Standschützen, la força de reserva encarregada de defensar els estats austríacs del Tirol i Vorarlberg, o per un dels seus membres.
La Hellriegel utilitzava munició de pistola de 9mm. Les bales podien anar en 2 tipus de carregadors. Un de clàssic amb capacitat per 20-30 bales i un altre de tambor amb capacitat de fins a 160 bales.
No es va a arribar a utilitzar en cap batalla ni es va arribar a produir en massa. No se sap si el motiu era el cost excessiu de produir una arma nova o que les proves que es van dur a terme no van ser satisfactòries.